# Amaru Inca Yupanqui
Amaru Inca Yupanqui o Amaru Yupanqui Inca (quechua contemporáneo: Amaru Inka Yupanki, Amaru Yupanki Inka) fue un Inca y Auqui del Tahuantinsuyo.

## Biografía

### Origen
Era el primogénito de Pachacútec pues nació del matrimonio con la coya Mama Anahuarque. Su nacimiento tuvo lugar en Pomacocha, cuando el ejército de su padre se hallaba en camino a Vilcashuamán. De retorno al Cuzco, Pachacútec hizo grandes fiestas para celebrar su nacimiento. Al parecer, el monarca ya tenía dos hijos, Yanqui Yupanqui y Tilca Yupanqui, que con el tiempo se volverían orejones influyentes y el segundo será un hábil general. Pero ambos eran hijos con concubinas.

Y en Pomacocha, antes de llegar a Vilcashuamán, que es lugar muy caliente que mira hacia el Cuzco, allí nació un hijo varón legítimo y mayor llamado Amaru Yupanqui en donde estuvo algunos días. 

En este tiempo dicen que llegó una noticia de como en el Cuzco hubo un milagro relacionado con un Amaru (serpiente) que había llegado a salir del cerro de Pachatusan, una bestia muy fiera, media legua de largo y grueso de dos bracas y medio de ancho, con orejas, colmillos y barbas (por causa de este Amaru, Pachacútec le pusó por nombre a su hijo Amaru Yupanqui). Este Amaru venía por Yuncay Pampa y Sinca, y de allí entra a la laguna de Quibipay.
Juan de Santa Cruz Pachacuti Yamqui Salcamaygua

Amaru Yupanqui era de carácter tranquilo y prudente, amante de las labores agrícolas, que favorecía con la construcción de terrazas y redes de riego, tuvo como otra ocupación predilecta la construcción de importantes edificios, tanto en el Cuzco como en las localidades vecinas. Fue particularmente querido por los súbditos del Inca y todo el pueblo se alegró mucho cuando el soberano lo eligió como su futuro heredero.

### Correinado
Las fuentes difieren sobre su historia. Algunos sostienen que el Inca, sabiéndose viejo, decidió asociarlo al trono para asegurar su sucesión, como ya habían hecho Inca Roca con Yáhuar Huácac y Huiracocha Inca con Inca Urco. Pachacútec quiso dar a su elección el sello de legitimidad y, para ello, tras una grandiosa ceremonia le hizo lucir la mascapaicha, símbolo del poder, frente a todo el pueblo alineado.
Para la ocasión, Amaru Yupanqui tomó como coya (esposa principal) a una ñusta (noble) llamada Chimpu Ocllo o Curi Ocllo.
Convertido en corregente del soberano, el joven Auqui (heredero) tuvo que someterse a toda una serie de deberes administrativos que, en los fines de su augusto padre, deberían haberle permitido familiarizarse con las responsabilidades que, un día, tendría que asumir.

### Juicios de guerra
El Inca decidió instruirlo en la administración del Estado y lo envió a combatir una rebelión de los collas, donde uno de los hijos del curaca vencido por su padre años antes se había proclamado Inca. Una hueste de 200.000 hombres, fue puesta a sus órdenes; estaba secundado por Túpac Ayar Manco y Apu Paucar Usnu. Apenas tuvo éxito gracias a la ayuda de sus hermanos, pero esto dejó patente su incapacidad bélica. Sus hermanos continuaron con la anexión de Charcas, Paria, Tapacarí, Cochabamba, Pocona, Chincha y Chuyes. La tropa se dividió en tres: 5.000 fueron a las montañas, 20.000 a la costa sur y el resto anexó otros territorios.
La población cuzqueña comenzó a murmurar y Pachacútec decidió ofrecerle otra oportunidad, esta vez en la selva amazónica (Madre de Dios). Cambiar el teatro de operaciones, sin embargo, no sirvió de nada porque hasta en los meandros de la selva el joven príncipe demostró que no poseía las cualidades necesarias para dirigir un ejército y tuvo que regresar a casa tras una humillante derrota.

### Abdicación
Después de un cogobierno de cinco o seis años (otros hablan de diez), Pachacútec entendió muy bien el estado de ánimo de sus súbditos y decidió cambiar su elección. Por su mal desempeño militar llevó a que fuera desplazado por su hermano menor, Túpac Yupanqui, cediendo voluntariamente su posición. Amaru Yupanqui era ciertamente un joven afable y querido por todos, pero el imperio necesitaba un guerrero y él no cumplía con los requisitos.
Con un procedimiento anómalo, que no tuvo igual en la historia incaica, se encomendó a Amaru la conducción del Cápac Ayllu, la nueva panaca del futuro soberano. En rigor, sólo sus descendientes debieron pertenecer a la familia del nuevo soberano, mientras que sus hermanos debieron permanecer en la de su padre, el Hatun Ayllu. La colocación de Amaru en la familia de Túpac Yupanqui resumía, más que cualquier otra iniciativa posible, la idea del vínculo que unía a los hijos de Pachacútec entre ellos.
Otras fuentes indican que Amaru jamás fue aceptado por los nobles (orejones) cuzqueños y lo depusieron en cuanto murió su madre. Algunas dicen que llegó a gobernar pero unos pocos años por su carácter débil y pacífico, llevando a su derrocamiento por su hermano. A pesar de esto siempre fue fiel al nuevo monarca.

### Apoyo a Túpac Yupanqui
Lejos de sentir envidia y mucho menos celos de su hermano destinado al trono, siempre le mostró la máxima fidelidad y se convirtió en su principal consejero. Cuando las innumerables campañas emprendidas por Túpac Yupanqui lo alejaron del Cuzco, fue Amaru quien dispuso los destinos del imperio regulando su vida administrativa. En una ocasión detuvo otro levantamiento del Collao, mientras las tropas incaicas estaban lejos y dieron paso al Inca (su hermano) para que regresara a tiempo de sofocar la rebelión.
Durante otra ausencia de Túpac Yupanqui el altiplano andino se vio afectado por una terrible sequía que llevó a las poblaciones al borde de la extinción por inanición. En esta ocasión, la habilidad de Amaru en el dominio de la agricultura resultó providencial. También donó los frutos de sus chacras para alimentar a los necesitados. Es descrito como un filósofo, humilde y bueno; «demasiado humano para ser gobernante».

### Muerte
La figura de Amaru Yupanqui fue considerada positivamente por todos los cronistas de la época por la modestia, rectitud y fidelidad incondicional que animó toda su vida. Todos coinciden en que las conquistas de Túpac Yupanqui no hubieran sido posibles sin la ayuda de su abnegado hermano.
Se cree que la fecha de su muerte fue en los últimos años del reinado de Túpac Yupanqui. El episodio de la sequía, que lo tuvo como protagonista, se produjo mientras el Inca se dedicaba en las conquistas al sur del imperio (Chile). Se suponía que Amaru ya no estaba vivo cuando el soberano murió alrededor de 1475. De hecho, la fase turbulenta de la sucesión fue dirigida por otro hermano, una clara señal de que el príncipe ya no estaba al frente de la familia imperial.

## Controversias
Inca Garcilaso de la Vega (Comentarios reales de los Incas) menciona a un Inca Yupanqui como Sapa Inca entre Pachacútec y Túpac, y habría sido padre de este último; tesis apoyada por el historiador peruano Julio Rolando Villanueva Sotomayor. Garcilaso sostiene que la mayoría de los cronistas confunden los nombres por la similitud que tienen. Sin embargo, Pedro Cieza de León (El Señorío de los Incas) también menciona un Inca Yupanqui pero toda la información que da del personaje indica que se refiere a Pachacútec. La mayoría de los cronistas reconoce la existencia de Amaru, pero dicen que solo fue co-reinante y fue Túpac quien sucedió a su padre. María Rostworowski sostiene que Garcilaso de la Vega no menciona la diarquía o la elección del sucesor porque eso hubiera hecho menos comprensible su crónica al lector europeo, y también porque podía llevar a considerarse a Túpac como un usurpador y se negaran sus derechos y propiedades a sus descendientes (él era tataranieto de Túpac).
Según el historiador peruano José Antonio del Busto fue nombrado cogobernante en 1450. Su colega boliviano Mariano Baptista Gumucio señala que sucedió a su padre en 1478 y rápidamente cayó.